# Tariona bruneti
Tariona bruneti là một loài nhện trong họ Salticidae.
Loài này thuộc chi Tariona. Tariona bruneti được Eugène Simon miêu tả năm 1903.